# Yves Beaujard
Yves Beaujard, né le 27 novembre 1939 à Saint-Aignan (Loir-et-Cher) et mort le 4 juin 2024 à Étampes (Essonne), est un illustrateur et graveur français.

## Biographie
Diplômé de l'École Estienne à Paris en 1960, Yves Beaujard réalise en 1966 ses premiers timbres-poste pour le Viêt Nam.
Dès 1967, il commence une carrière de graveur aux États-Unis auprès du Bureau of Engraving and Printing où il réalise les portraits de tous les présidents américains pour des billets de banque de la Federal Reserve Bank et aussi des actions bancaires. Avec cette expérience, il deviendra un spécialiste reconnu des portraits pour valeurs fiduciaires.
De retour en France en 1977, Yves Beaujard devient graveur et illustrateur indépendant. Il collabore depuis à de nombreux travaux d’illustration pour les principaux éditeurs de livres de jeunesse, dont la série Alex Lechat publié dans Le Journal de Mickey et la série Les Trois Jeunes Détectives.
Son premier timbre pour la France est émis en 1999, illustré du portrait de Frédéric Ozanam. Il devient en décembre 2004 vice-président de l’association Art du timbre gravé.
Son projet de Marianne est choisi par le président de la République Nicolas Sarkozy pour illustrer une nouvelle série d'usage courant, Marianne et l'Europe, émise à partir du 1er juillet 2008 et utilisée jusqu'en 2013.
Yves Beaujard est le père de Sophie Beaujard (née en 1966), illustratrice depuis 1990 et graveuse, également créatrice de timbres-poste de France depuis 2009.

## Postérité
La mairie de Mareuil-sur-Cher a inauguré un passage Yves Beaujard le 18 avril 2025.